# Moctezuma 1.ª Sección
Moctezuma 1.ª Sección es una ranchería del municipio de Paraíso ubicado en la subregión de la Chontalpa del estado mexicano de Tabasco.

## Geografía
La localidad se ubica a 2.9 kilómetros (en dirección noroeste) de la localidad de Paraíso, la cabecera y lugar más poblado del municipio. Se sitúa en las coordenadas geográficas 18°24′09″N 93°13′45″O / 18.402500, -93.229167, a una elevación de 16 metros sobre el nivel del mar.

## Demografía
Según el Conteo de Población y Vivienda 2020, efectuado por el Instituto Nacional de Estadística y Geografía, la localidad de Moctezuma 1.ª Sección tiene 3,187 habitantes, de los cuales 1,606 son del sexo masculino y 1,581 del sexo femenino. Su tasa de fecundidad es de 2.24 hijos por mujer y tiene 818 viviendas particulares habitadas.
| Gráfica de evolución demográfica de Moctezuma 1.ª Sección entre 1950 y 2020 |
|                                                                             |
| INEGI.                                                                      |